# It’s Alright, It’s OK
"It’s Alright, It’s OK" – piosenka pop-rock stworzona przez Niclasa Molindera, Joacima Perssona, Johana Alkenäsa i Davida Jassy'ego na drugi album studyjny Ashley Tisdale, Guilty Pleasure (2009). Wyprodukowany przez Twin oraz Alke, utwór wydany został jako pierwszy singiel promujący krążek dnia 13 kwietnia 2009.

## Informacje o singlu
"It’s Alright, It’s OK" ukazał się jako główny singiel promujący krążek dnia 13 kwietnia 2009 w Ameryce Północnej, w formatach airplay, CD singiel i digital download. Po raz pierwszy Tisdale zaprezentowała utwór podczas programu On Air with Ryan Seacrest. Piosenkarka stwierdziła, że utwór jest jej własną wiadomością do wszystkich dziewcząt. Kompozycja emitowana była w stacjach radiowych KISS-FM w Los Angeles, w Kalifornii oraz WIHT w Waszyngtonie. Singiel został oficjalnie zremiksowany przez Dave'a Audé, Johnny'ego Viciousa i Jasona Nevinsa. By promować piosenkę artystka wzięła udział w kilku koncertach, gdzie zaprezentowała kompozycję – w maju 2009 podczas 2009 KISS Concert oraz Viva Comet Awards 2009, w czerwcu 2009 w programach TRL Włochy, Fama, niemieckiej wersji programu Załóż się oraz Good Morning America, zaś w lipcu 2009 w programie Dom nie do poznania, gdzie oprócz wykonania "It’s Alright, It’s OK" wokalistka pomagała przy pracach budowlanych.
Singiel zyskał zróżnicowane recenzje od profesjonalnych krytyków muzycznych. Nick Levine z portalu Digital Spy stwierdził, że "główny singiel z drugiego albumu jest oczywistym krokiem artystki w dobrą stronę. To tak jakby Tisdale, jako zbuntowana młodsza siostra Kelly Clarkson śpiewała "jest mi lepiej bez Ciebie" z przyjemnym dla ucha, radiowym brzmieniem pop/rock w tle. W piosence nie znajdziemy nic oryginalnego, jednak jest duża szansa, że chwytliwe słowa refrenu doprowadzą utwór na szczyt". Stephanie Bruzzese, recenzentka Commonsense Media napisała, iż "przesłanie piosenki jakim jest strata miłości może nie zyskać oddźwięku młodych fanów Tisdale, którzy w większości przeżyli już własne miłosne rozterki. Głos Ashley w tym utworze jest zupełnie miły i z pewnością "It’s Alright, It’s OK" słucha się z przyjemnością, również na wgląd nieskomplikowanych słów, jednak całość brzmi zupełnie hit Kelly Clarkson "My Life Would Suck Without You", a jak wiadomo dźwięk strun głosowych Tisdale nie dorównuje mocnemu głosowi Clarkson. Mimo wszystko w utworze czegoś brakuje". Jordan Richardson z BlogCritics wydał negatywną opinię o kompozycji uzasadniając ją, stwierdzeniem że " jest to utwór podobny to do tych śpiewanych przez Avril Lavigne, jednak ma się wrażenie, iż "It’s Alright, It’s OK" wykonuje piętnastolatka, która w porównaniu z dwudziestotrzylatkiem nic nie wie o życiu".

## Wydanie singla
W Ameryce Północnej singiel nie zyskał sukcesu, gdzie na amerykańskim notowaniu Billboard Hot 100 utwór spędził jeden tydzień zajmując pozycję #99. W Kanadzie piosenka zadebiutowała dnia 2 maja 2009 na miejscu #85, kilka tygodni później osiadając na pozycji #74. Singiel spędził w zestawieniu Canadian Hot 100 cztery tygodnie. Piosenka zyskała większą popularność w Europie. Dnia 14 maja 2009 utwór zadebiutował na oficjalnym szwedzkim notowaniu, na miejscu #38 stając się pierwszą notowaną kompozycją Tisdale w tymże kraju. W zestawieniu piosenka spędziła trzy tygodnie. W Szwajcarii "It’s Alright, It’s OK" debiutował 14 czerwca 2009 na pozycji #42, trzy tygodnie później osiągając szczytowe miejsce #30, zaś na oficjalnym notowaniu utwór spędził ponad miesiąc. W Niemczech singiel zadebiutował dnia 21 czerwca 2009 na pozycji #13. Trzy tygodnie później kompozycja zajęła, jako najwyższe miejsce #12. Do tej pory piosenka spędziła w zestawieniu ponad dwa miesiące. Na oficjalnym austriackim notowaniu najchętniej kupowanych singli utwór zadebiutował dnia 10 czerwca 2009 na pozycji #9. W trzecim tygodniu od debiutu "It’s Alright, It’s OK" zajął miejsce #5 zyskując je jako najwyższe oraz stając się najwyżej notowaną piosenką wokalistki w tym kraju jaką do tej pory wydała. W zestawieniu singiel spędził ponad dwa miesiące.

## Teledysk
Teledysk do singla nagrywany był dnia 24 marca 2009 w Beverly Hills, w Kalifornii i reżyserowany przez Scotta Speera. Klip miał premierę za pośrednictwem oficjalnego profilu MySpace artystki oraz w programie Entertainment Tonight, zaś w videoclipie jako były chłopak artystki gościnnie zagrał Adam Gregory. Teledysk rozpoczyna się ujęciem prezentującym byłego chłopaka Tisdale, który wychodzi ze swojej posiadłości, a wokalistka znajdując klucz pod figurką wchodzi do jego domu. Następnie fotografuje się ona z poznanymi mężczyznami, pozując w pomieszczeniach willi byłej miłości artystki. Następnie akcja klipu przenosi się do ogrodu, gdzie wokalistka wraz z zespołem śpiewa na imprezie. Końcowe ujęcia ukazują powrót byłego chłopaka Tisdale, który znajduje aparat ze zdjęciami Ashley oraz kartką z napisem "jest w porządku, jest dobrze”, zaś po tymże incydencie obecna dziewczyna chłopaka opuszcza go.

## Listy utworów i formaty singla
Międzynarodowy CD-maxi singel
1. "It’s Alright, It’s OK" (Wersja singlowa) – 2:59
2. "Guilty Pleasure" – 3:16
3. "It’s Alright, It’s OK" (Dave Audé Radio Mix) – 6:57
4. "It’s Alright, It’s OK" (Johnny Vicious Radio Mix) – 6:51
5. "It’s Alright, It’s OK" (Videoclip) – 3:15

The Remixes EP
1. "It’s Alright, It’s OK" (Dave Audé Mix) – 6:57
2. "It’s Alright, It’s OK" (Dave Audé Dub) – 6:00
3. "It’s Alright, It’s OK" (Jason Nevins Extended Mix) – 6:51
4. "It’s Alright, It’s OK" (Jason Nevins DubExtended) – 6:51
5. "It’s Alright, It’s OK" (Johnny Vicious Club Mix) – 7:57
6. "It’s Alright, It’s OK" (Johnny Vicious Warehouse Mix) – 7:09
7. "It’s Alright, It’s OK" (Von Doom Club Mix) – 5:25
8. "It’s Alright, It’s OK" (Von Doom Mixshow Mix) – 4:34

Międzynarodowy CD singel
1. "It’s Alright, It’s OK" (Wersja singlowa) – 2:59
2. "Guilty Pleasure" – 3:16

The Remixes EP
1. "It’s Alright, It’s OK" (Dave Audé Radio) – 3:57
2. "It’s Alright, It’s OK" (Johnny Vicious Radio) – 3:19
3. "It’s Alright, It’s OK" (Von Doom Radio) – 4:15

Wal-Mart CD-maxi singel
1. "It’s Alright, It’s OK" (Wersja singlowa) – 2:59
2. "It’s Alright, It’s OK" (Videoclip) – 3:15

## Pozycje na listach
| Lista przebojów (2009)            | Najwyższa pozycja |
| --------------------------------- | ----------------- |
| Austria Singles Chart             | 5                 |
| Finlandia Top 20 Singles Chart    | 20                |
| Kanada Billboard Hot 100          | 74                |
| Niemcy Singles Chart              | 12                |
| Szwajcaria Singles Chart          | 30                |
| Szwecja Singles Top 60 Chart      | 38                |
| USA Billboard Hot 100             | 99                |
| USA Billboard Pop 100             | 71                |
| USA Billboard Hot Dance Club Play | 19                |

## Daty wydania
| Region            | Data             | Wytwórnia    | Format                      |
| ----------------- | ---------------- | ------------ | --------------------------- |
| Kanada            | 13 kwietnia 2009 | Warner Music | CD singel, digital download |
| Stany Zjednoczone | 13 kwietnia 2009 | Warner Music | CD singel, digital download |
| Hiszpania         | 14 kwietnia 2009 | Warner Music | CD singel, digital download |
| Francja           | 16 kwietnia 2009 | Warner Music | CD singel, digital download |
| Niemcy            | 16 maja 2009     | Warner Music | CD singel, digital download |
| Wielka Brytania   | 24 maja 2009     | Warner Music | Digital download            |